# Stephan Preuschoff
Stephan Preuschoff (ur. 29 października 1907 w Braniewie, zm. 2 lutego 1994 w Berlinie) – niemiecki malarz, ilustrator i grafik.

## Życiorys
Stephan Preuschoff urodził się w 1907 roku w Braniewie w Prusach Wschodnich w rodzinie wyższego urzędnika pocztowego Aloisa i Berty z d. Kunigk. W Braniewie ukończył gimnazjum humanistyczne Hosianum, a następnie w latach 1927–1931 studiował w Akademii Sztuk Pięknych w Kassel i w Akademia Sztuk w Berlinie (Akademie der Künste). Ciekawy świata odbył podróże po kraju oraz do Austrii, Włoch i Francji. W 1932 osiadł w rodzinnym Braniewie jako wolny artysta. Wkrótce jego prace zagościły się w przestrzeni publicznej miasta, m.in. fresk jego autorstwa przyozdobił aulę Akademii Państwowej (zob. kościół gimnazjalny w Braniewie). Prace Stephana Preuschoffa prezentowane były na wystawach w Braniewie i w Królewcu. Inspiracji do malowania szukał w krajobrazach Zalewu Wiślanego, Mierzei Wiślanej oraz w podróżach po Mazurach. Fascynował się nie tylko pejzażami, ale i ludźmi, których napotykał na swej drodze i których również oszczędną kreską uwieczniał w swoich szkicach.
W czasie II wojny światowej był żołnierzem, został ranny i przebywał w niewoli. Po 1945 zamieszkał w Berlinie, gdzie otworzył pracownię malarską najpierw w dzielnicy Wedding, później w Schönebergu. Jego prace prezentowane były na wielu wystawach.
Tworzył obrazy w technice olejnej, a także przy użyciu farb temperowych oraz akwareli. Twórczość jego obejmowała także drzeworyty i grafikę, posługiwał się akwafortą i rysował piórem. Przede wszystkim prezentował motywy wschodniopruskie. Był artystą, o którym pisano, że „rzeczom zwyczajnym nadawał nadzwyczajne znaczenie. W jego rysunkach drobny detal nabierał jakby większej rangi, urastał do wielkości”.
Stephan Preuschoff uwieczniał też rodzinne miasto Braniewo, jego architekturę oraz sceny z życia jego mieszkańców. Od 1953 roku ilustrował „Kalendarze Warmińskie” (pismo „Ermlandischer Hauskalender”, przemianowane w 1965 na „Unser Ermlandbuch”, a w 1978 na „Ermlandbuch”) wydawane przez księdza Ernsta Lawsa. W każdym z nich zamieścił ponad 20 rysunków, w tym wiele drzeworytów. Do jego bardziej znanych obrazów należą: „Ucieczka”, „Moje rodzinne Braniewo”, „Moja matka”, „Portret własny”.

## Życie prywatne
22 sierpnia 1955 zawarł w Berlinie związek małżeński z dr. med. Elfriede Ruthe (ur. 1899 w Berlinie, zm. 1970). Żona posiadała dwójkę dzieci z pierwszego małżeństwa, z ich związku nie narodziło się potomstwo.